# جنوب الجزيرة العربية

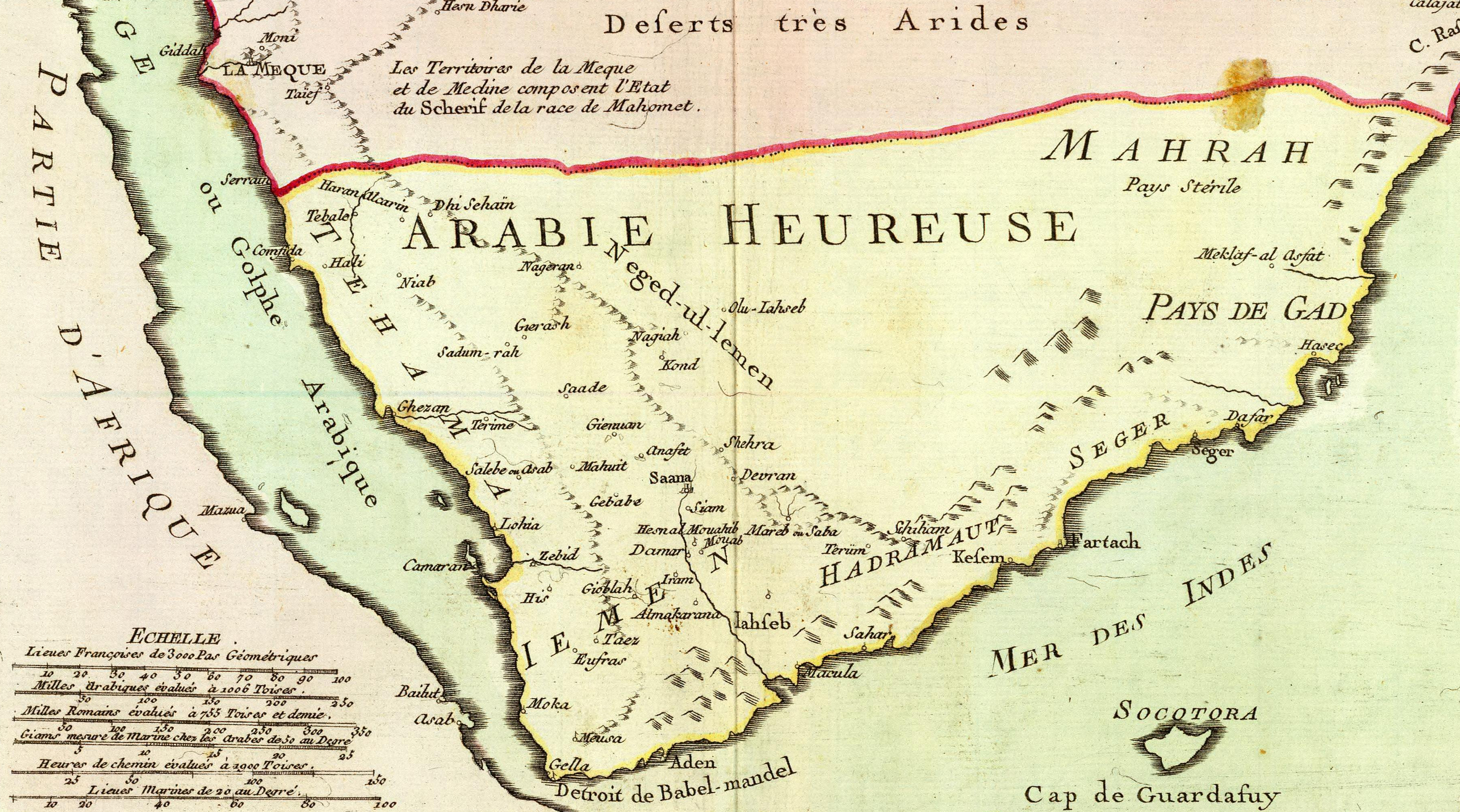
جنوب الجزيرة العربية أو ما يعرف بالعربية السعيدة

جنوب الجزيرة العربية أو العربية الجنوبية هو مصطلح استشراقي يشير إلى جنوب شبه الجزيرة العربية الذي يشمل اليوم  السعودية  واليمن وعمان. حدود جنوب الجزيرة العربية تشمل متحدثي العربية الجنوبية القديمة. هي منطقة نقيض «العربية الشمالية» واستخدم المستشرقون مُصطلحات أخرى بشكل نادر مثل «العربية الغربية» ويقصد بها الحجاز و«العربية الشرقية» (ساحل القراصنة والخليج العربي). عرفت هذه المنطقة عند الإغريق بالعربية السعيدة وفي الأدبيات العربية باسم بلاد حضرموت وبلاد اليمن ومصطلح اليمن ظهر من كلمة «يمنت» أو «يمنة» في نصوص المسند.

## التاريخ
قبل ثلاث آلاف سنة احتلت عدة دول المنطقة ومنها مملكة معين، مملكة قتبان، مملكة حضرموت، ومملكة سبأ ومملكة حِمْيَر في هذه العصور القديمة تميزت منطقة جنوب الجزيرة العربية بسد مأرب وطريق التجارة العالمي وتجارة البخور وملكة سبأ. منذ ألفي عام أصبح الحميريون أسياد جنوب الجزيرة العربية، وسيطروا على المنطقة لعدة قرون. اعتنقت المنطقة الإسلام في القرن السابع.

### ممالك قبل الإسلام
- مملكة سبأ

- مملكة معين
- مملكة قتبان
- مملكة حضرموت
- مملكة أوسان
- مملكة حِمْيَر

### العصر الإسلامي
- الأمويين 661-750
- العباسيين 750-897
- الزياديين 819-1022
- الأئمة الزيديون 897-1962
- النجاحيين 1022-1158
- الصليحيين 1047-1138
- المهديين 1159-1174
- الزريعيين 1083-1193
- الأيوبيين 1174-1228
- الرسوليين 1229-1454
- الطاهريين 1454-1526
- إيالة اليمن، العثمانيين 1517-1635
- القاسميين 1597-1849
- ولاية اليمن، العثمانيين 1849-1918
- الاحتلال البريطاني 1838-1967

### العصر الحديث
- المملكة المتوكلية 1918-1962
- الجمهورية العربية اليمنية 1962-1990
- جمهورية اليمن الديمقراطية الشعبية 1967-1990
- الوحدة اليمنية 1990